# Wigwam River (Elk River)
Der Wigwam River ist ein etwa 66 km langer linker Nebenfluss des Elk River in der kanadischen Provinz British Columbia und im US-Bundesstaat Montana. Er ist Teil des Einzugsgebiets des Columbia River, da der Elk River ein Nebenfluss des Kootenay River ist, der wiederum ein Nebenfluss des Columbia River ist.

## Verlauf
Der Wigwam River verläuft in den Border Ranges, die einen Teil der Rocky Mountains bilden. Er entsteht im Lincoln County in Montana auf einer Höhe von 1602 m am Zusammenfluss von Wolverine Creek (5,4 km lang, von links) und Bluebird Creek (5,3 km lang, von rechts). Er fließt anfangs nach Nordosten. Nach 8,5 km überquert er die Grenze und fließt anschließend im Regional District of East Kootenay von British Columbia. Einen Kilometer hinter der Grenze trifft der 11 km lange Weasel Creek, der ebenfalls in Montana entspringt, von rechts auf den Wigwam River. Nach zwei weiteren Kilometern wendet sich der Wigwam River nach Nordwesten. Der Wigwam River verläuft zwischen der Macdonald Range im Osten und der Galton Range im Westen. Bei Flusskilometer 25 wendet sich der Wigwam River in Richtung Nordnordost. Bei Flusskilometer 15 biegt der Wigwam River nach Westen ab und erreicht schließlich 6 km südlich von Elko den nach Süden strömenden Elk River, knapp 11 km oberhalb dessen Mündung in den Lake Koocanusa.
Das etwa 830 km² (davon 105 km² in den USA) große Einzugsgebiet des Wigwam River grenzt im Norden und im Osten an das des North Fork Flathead River (in Kanada "Flathead River"), der in südlicher Richtung nach Montana fließt, im Südwesten an das des Tobacco River, ein Zufluss des Lake Koocanusa, sowie im Westen an das des Lake Koocanusa.